# 2006년 벨라루스 대통령 선거
2006년 벨라루스 대통령 선거는 2006년 3월 19일 실시된 벨라루스의 대통령 선거이다. 그 결과 알렉산드르 루카셴코가 84.4%의 득표율로 당선되었고, 이로써 알렉산드르 루카셴코는 1994년부터 벨라루스의 대통령을 맡아 세 번째 임기를 맞게 되었다. 다만, 서방 국가들은 투표가 조작된 것으로 간주했고, 유럽 안보 협력 기구(OSCE)는 이번 선거가 "민주적 선거를 위한 OSCE의 조건을 충족하지 못했다"고 발표했다. 그러나, 독립국가연합(CIS)의 선거 참관단은 이번 선거가 투명하고 공개적이었다고 밝혔다.

## 후보자
2006년 2월 17일, 벨라루스의 중앙 선거관리위원회는 다음과 같은 후보자들을 승인했다.
- 알렉산드르 루카셴코 - 현직, 1994년부터 재임 중, 무소속.
- 알략산다르 밀린케비치 - 야당 연합인 벨라루스 연합 민주당.
- 세르게이 가이두케비치 - 벨라루스 자유민주당.
- 알략산다르 카줄린 - 벨라루스 사회민주당.

### 포기한 후보자
- 지아논 파즈냑 - 1월 26일 포기.
- 발레리 프롤로프 - 2월 1일 포기.
- 알렉산드르 보이토비치 - 1월 9일 포기.
- 세르게이 스크레베츠 - 1월 말 포기.

## 국제사회의 감시
유럽 의회와 미국 의회는 2006년 벨라루스 대통령 선거 기간 동안 인권 침해가 있을 경우 더 많은 제재가 취해질 것이라고 경고했다. 미국은 이미 2004년 벨라루스 민주주의법(Belarus Democracy Act of 2004)에 규정된 선거 논란으로 벨라루스를 제재한 적이 있고, 이 법안에서는 벨라루스 내 정당은 물론 비정부 기구까지도 제재 대상에 포함되어 있었다. 그러나, 독립국가연합(CIS)의 참관단은 "유럽 연합과 미국에서 이루어진 선거에 대한 부정적인 발언은 벨라루스의 선거 결과에 대한 국제사회의 부정적 감정을 조성하려는 시도다. 주권 국가를 향한 이러한 시도는 국제법에 부합하지 않는다."며 비판했다. 그럼에도 유럽 안보 협력 기구(OSCE)는 이번 선거에 조작이 없는지 확인하기 위하여 참관단을 보냈다.
2006년 3월 2일, 대통령 선거의 후보였던 알략산다르 카줄린은 알렉산드르 루카셴코가 주최한 "제 3회 모든 벨라루스 인민의회"에 참가하려 했으나, 보안요원들은 여러 행위들로 기소된 카줄린을 체포하여 구타하고 8시간 동안 구금하였다. 또한, 선거를 앞두고 OSCE의 참관단 중 몇 명의 조지아인들이 벨라루스 국경 수비대에 의해 체포되어 구금되었다.
선거를 앞두고, 알렉산드르 루카셴코는 오렌지 혁명이나 장미 혁명, 또는 튤립 혁명이 벨라루스에서 일어나지 않을 것이라고 발표하면서, 대통령직을 위해 무력을 사용하지 않을 것이라고 덧붙였다.

## 결과

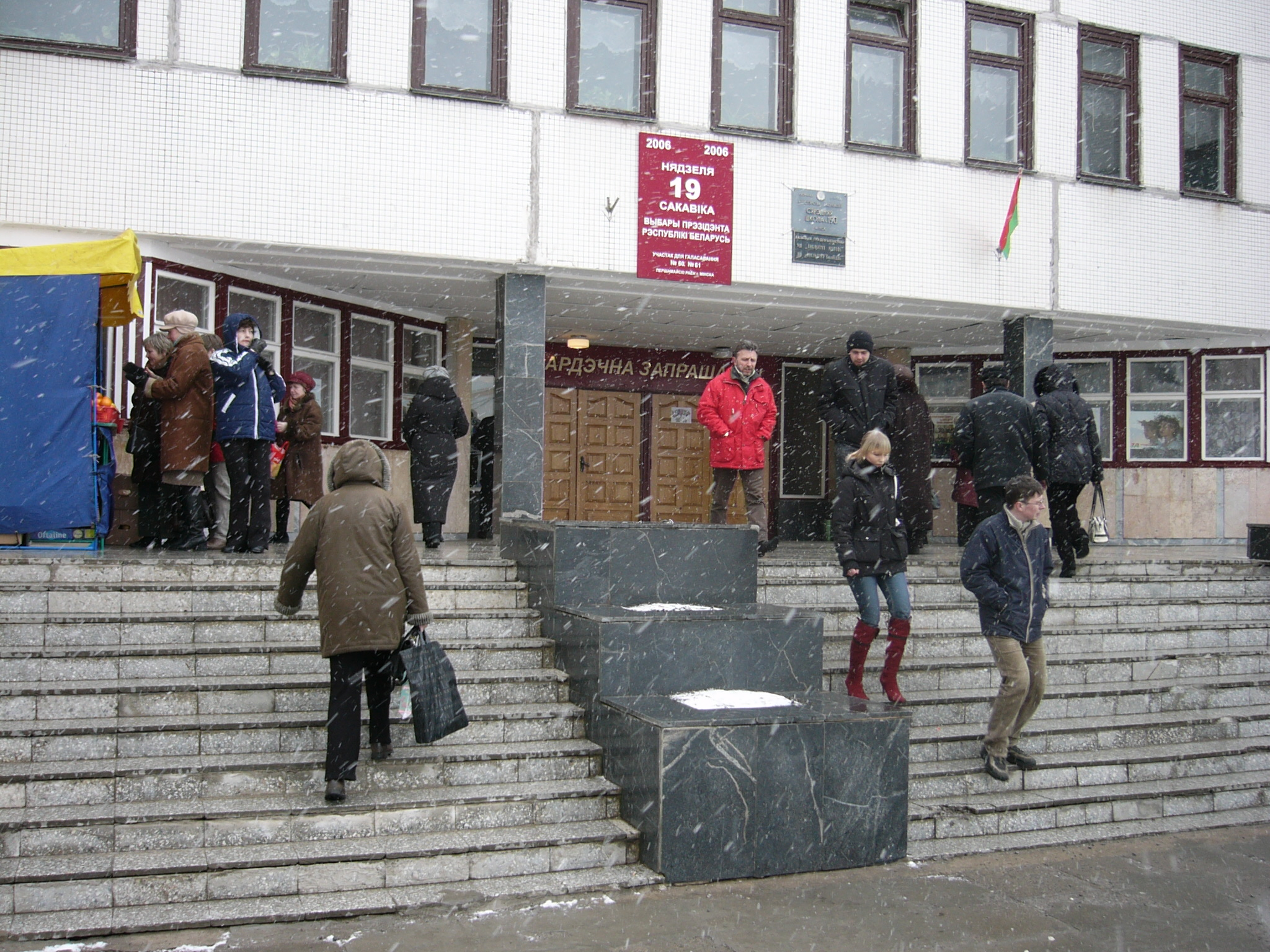
벨라루스 민스크의 한 투표소.

2006년 3월 19일, 알렉산드르 루카셴코의 투표 조작 논란과 무력 사용에 대한 긴장감으로 물들어 있던 대통령 선거에서 루카셴코는 84.4%라는 지지율로 압도적인 승리를 거두었다. 갤럽은 벨라루스 청년 조직 위원회가 정부 하에 있으며 투표소가 선거일 8시에 문을 닫았지만, 출구 조사 결과가 선거일 정오에 발표되었다고 밝혔다.
| 후보                  | 정당                 | 득표      | 득표율 |
| --------------------- | -------------------- | --------- | ------ |
| 알렉산드르 루카셴코   | 무소속               | 5,501,249 | 84.4%  |
| 알략산다르 밀린케비치 | 벨라루스 연합 민주당 | 405,486   | 6.2%   |
| 세르게이 가이두케비치 | 벨라루스 자유민주당  | 230,664   | 3.5%   |
| 알략산다르 카줄린     | 벨라루스 사회민주당  | 147,402   | 2.3%   |
| 기권                  | 기권                 | 230,320   | 3.5%   |
| 무효표                | 무효표               | 115,532   | –      |
| 전체                  | 전체                 | 6,630,653 | 100    |
| 출처: Nohlen & Stöver |                      |           |        |

알렉산드르 루카셴코는 2006년 4월 8일, 취임식을 진행하여 세 번째 임기를 맡게 되었다.

## 반응

### 벨라루스 당국
벨라루스 당국은 애초에 대규모 시위가 벌어지면 진압할 것이라고 공언했으나, 실제로는 시위를 상대적으로 약하게 진압했다. 알렉산드르 루카셴코는 알략산다르 밀린케비치와 알략산다르 카줄린을 구속하지 않은 것이라고 약속하면서 "청바지 혁명"의 승자와 패자를 선언했다.
3월 23일, 벨라루스 헌법재판소 야당의 항소를 기각하였고, 이후 루카셴코는 대통령직에 취임했다.
3월 24일에 벨라루스 경찰은 민스크 시내에서 벌어진 루카셴코 대통령 재선에 반대하는 시위를 해산시켰고, 460명의 시위자들을 구금했다. 그러나, 시위대는 시위를 해산하라는 경찰의 말을 거부하고 텐트를 치고 영하의 날씨임에도 하루종일 시위대를 해산하지 않았다. 구금된 시위자 중 한 명은 로이터 통신에게 전화로 수도의 구치소로 끌려가고 있다고 말했다.
3월 25일, 벨라루스 진압 경찰이 도착하여 시위대와 충돌하여 강제로 해산시키고, 여러 명의 시위자들에게 곤봉 등의 무기로 무력을 가했다. 이 충돌으로 시위대 중 한 명이 사망하였고, 네 번의 폭발이 보고되었는데, 이 폭발은 경찰이 던진 수류탄으로 확인되었다. 여러 러시아 통신사는 대통령 후보였던 알략산다르 카줄린과 알략산다르 밀린케비치를 포함하여 많은 시위자들이 구금되었다고 전했지만, 알략산다르 밀린케비치는 자신이 구금되었다는 사실을 부인했다.
3월 29일, 러시아 통신사 Gazeta.ru는 알략산다르 카줄린이 폭동을 조직한 혐의로 최대 6년의 징역형을 선고받을 위기에 직면해 있다고 보도했고, 알략산다르 밀린케비치가 15일 동안 구금되었다고 보도했다.
모스크바에 전해진 소식에 따르면 벨라루스 국영 텔레비전(Belarus state television)의 기자 2명이 반대세력의 구타로 미하일 크리스틴(Mikhail Kristin)은 뇌진탕으로, 드미트리 추막(Dmitry Chumak)은 척추골절으로 인해 중상을 입고 병원에 입원했다. 그 외에도 여러 기자들이 다쳤다고 전해졌지만, 야당의 의원들은 이를 부정했다.

### 벨라루스 내 반대파

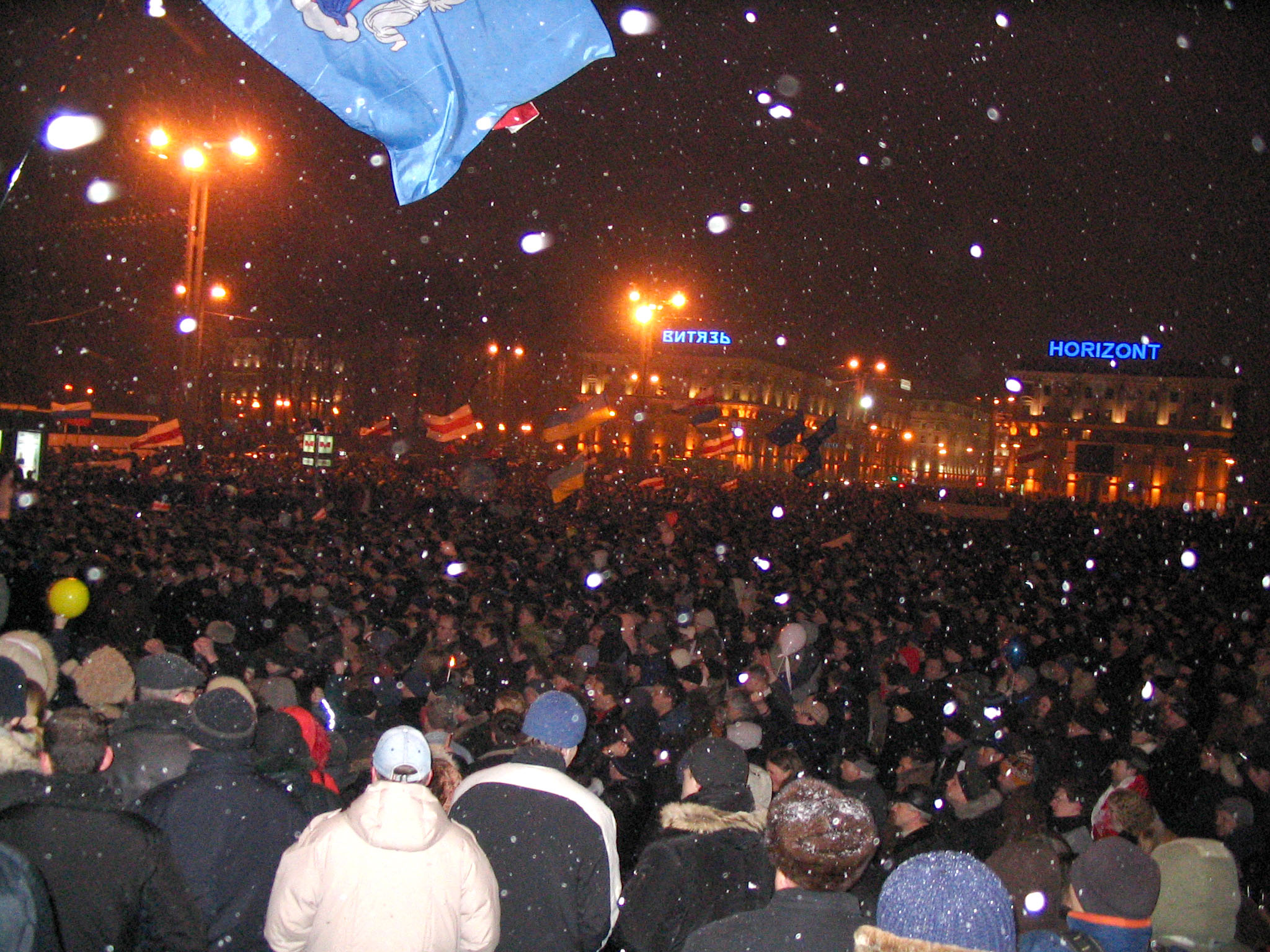
2006년 3월 19일, 벨라루스의 수도 민스크에서의 대규모 루카셴코 반대 시위.

대통령 선거의 결과 발표 열흘 후, 민스크의 10월 광장에서 벨라루스의 백적백기와 유럽기를 비롯해, 우크라이나, 폴란드, 러시아, 조지아, 심지어는 아르메니아의 국기를 흔들며 대규모 반대 시위가 열렸다.
시위대의 규모는 최소 5,000명에서 최대 10,000명으로 추산되었고, 이 수치는 야당이 모은 최대 반대 시위였다. 다음 날, 민스크의 10월 광장에 텐트 캠프가 세워지고 야당의 여러 의원들이 오전에는 약 300명, 저녁에는 약 5,000명까지 모여 시위대를 구성했다. 야당의 지도자들은 벨라루스가 벨라루스 인민공화국으로 처음 독립한 3월 25일까지 시위를 진행할 것을 촉구했다. 이에 벨라루스 당국은 금요일에 377명의 경찰을 시위 현장에 파견하였고, 시위자와 지도자들을 체포하여 시위를 효과적으로 해산시켰다. 체포된 사람들에는 러시아인, 폴란드인, 우크라이나인, 캐나다인과 조지아인들도 섞여 있었으며, 대부분 5일에서 15일 사이의 징역을 선고 받았다.
그 다음날인 토요일에 경찰이 10월 광장을 폐쇄하면서, 수만 명의 시위대가 거리에서 시위를 했다. 이 사건으로 야당 지도자인 알략산다르 카줄린이 체포당했고, 경찰이 시위대를 진압하는 도중, 시위자 한 명이 사망하였다. 감독인 저리 차슈차바키(Jury Chaščavacki)는 이 시위의 모습을 다큐멘터리 《Kalinovski Square》에 담았다.

### 서방 국가들
2006년 3월 20일에 발표된 유럽 안보 협력 기구(OSCE)의 보고서에서는 2006년 벨라루스 대통령 선거가 OSCE의 민주적 선거를 위한 조건을 충족하지 못했다고 발표했다. OSCE는 루카셴코가 시민들이 투표에서 자유롭고 공정하게 자신의 의견을 표현하는 것을 국가의 권력으로 막고, 반대하는 세력을 위협하고 협박하는 것이 명백하다고 비판했다.
3월 21일, 미국은 선거 결과가 조작된 것이라고 믿는다고 밝혔고, 스콧 매클렐런(Scott McClellan) 전 백악관 대변인은 "미국은 선거 결과를 받아들이지 않는다. 미국은 새 선거를 진행하는 것을 지지한다."고 말했다.
바츨라프 클라우스 체코 대통령은 알렉산드르 루카셴코의 재선 당선을 축하하지 않는다고 말했다. 바츨라프 클라우스는 루카셴코에게 보낸 공개 서한에서 선거의 논란이 있는 상황에서 대통령이 2번의 임기 후에 재출마할 수 있도록 헌법을 변경한 것을 강하게 비판했다. 시릴 스보보다 전 체고 외교장관은 야당의 대표인 알략산다르 밀린케비치를 유럽 연합 정상회담에 참여하는 것을 제안했지만 실패했고, 시릴 스보보다는 다시 밀린케비치를 EU 정상회담이 열리기 전에 열릴 유럽 인민당 회의에 초청했다.
체코의 통신사 체스카 티스코바 칸셀라르(Česká tisková kancelář, ČTK)에 따르면, 믈라다 프론타 드네스의 기자 얀 라이바르(Jan Rybar)는 민스크의 반대 시위에서 구타를 받았고, 자신은 벨라루스 KGB 요원에게 구타를 당했다고 생각했지만, 이를 직접적으로 증명할 증거가 없다고 말했다.
3월 24일, 유럽 연합의 지도자들은 벨라루스 여행 금지 등의 제재를 논의했다. 관계자들은 루카셴코가 80% 이상의 득표율을 얻었다고 말했고, EU의 지도자들은 "개방되고 민주적인 대륙에서 슬픈 예외"라며 선거가 민주주의의 규범을 위반했다고 비판했다. 오스트리아의 외교관인 우르줄라 플라스니크는 EU 정상회담이 끝나고, "유럽 이사회가 루카셴코를 포함해 국제적 선거기준 위반에 관련이 있는 사람들에게 제한적으로 조치를 취하기로 결정했다."고 밝혔지만, 우르줄라 플라스니크는 세부사항들을 밝히지 않았다. 다만, EU의 지도자들은 투표를 조작한 혐의가 있는 사람들에 대한 비자 금지 조치를 고려하고 있으며, 국가적인 제재는 포함되지 않는다고 덧붙였다.
우선 EU는 알렉산드르 루카셴코의 벨라루스의 이웃 국가인 폴란드, 리투아니아와 라트비아 등의 EU 25개국과 미국의 입국을 금지시켰고, 이후 이 제재에 벨라루스의 공무원들도 추가시켰다.

### 러시아
러시아는 선거 결과를 받아들였다고 밝혔다. 러시아 외무부가 공정 선거라고 선언했고, 블라디미르 푸틴 러시아 대통령은 알렉산드르 루카셴코에게 전화를 걸어 재임 성공을 축하했다.
러시아는 OSCE의 선거 조작 의혹에 대해 "벨라루스 대통령 선거에 대한 유럽의 주요 선거 감시 기관인 OSCE의 편향된 판결은 여론조사 관찰 과정을 개선할 필요가 있음을 보여준다."고 러시아 외무부 대변인이 말했다. 미하일 카미닌(Mikhail Kamynin) 러시아 외무장관은 55개국의 외무장관들의 결정에 대해 "감시단 파견의 편향된 성질인 선거 감시 관행의 결점을 바로잡기 위한 집중 작업 시작의 중요성을 다시 확인했다고 믿는다."며 비판했다. 세르게이 라브로프 러시아 외교부 장관은 OSCE가 벨라루스의 대통령 선거 기간 동안 긴장감을 조성했다고 이야기하면서, OSCE와 많은 민주주의 및 인권 기관은 불법이라고 선언했고, 그 기관들이 선동적인 역할을 한다고 비난했다. 이러한 세르게이 라브로프의 비판은 투표 감시단에 대해 러시아의 대표적인 비판 중 하나였다.
친러 언론과 조직은 루카셴코의 당선이 오렌지 혁명의 패배로 칭송했지만, 진보적인 야당들은 루카셴코의 행동을 비난했다. 3월 26일에는 자유주의 정당 의원들 약 10명이 벨라루스 반대 시위를 벌였지만, 당국에 의해 빠르게 해산되었다.

## 같이 보기
- 청바지 혁명
- 《벨라루스의 교훈》

### 내용주
1. ↑  430명이라고 전하는 언론도 있다.

### 참조주
1. ↑  Dieter Nohlen & Philip Stöver (2010). 《lections in Europe: A data handbook》. 262쪽. ISBN 978-3-8329-5609-7.
2. ↑  이재영 (2021년 5월 24일). “반대파 잡으려 여객기 착륙시킨 '유럽 최후 독재자' 루카셴코”. 2022년 2월 26일에 확인함.
3. ↑  “Republic of Belarus Presidential Election 19 March 2006: OSCE/ODIHR Election Observation Mission Report” (영어). 2022년 2월 26일에 확인함.
4. ↑  “US Congress imposes sanctions against Belarus over democracy issues”. 《Pravda》. 2004년 3월 16일. 2006년 6월 27일에 원본 문서에서 보존된 문서.
5. ↑  “Foreign pressure in Belarus presidential election campaign - CIS observers”. 《Interfax》. 2006년 2월 21일. 2007년 9월 28일에 원본 문서에서 보존된 문서.
6. ↑  “Belarus rally marred by arrests” (영국 영어). BBC News. 2006년 3월 2일. 2022년 2월 26일에 확인함.
7. ↑  “Belarus' Lukashenko Vows to Stop Takeover”. Yahoo! News. 2006년 3월 27일.
8. ↑  “Lukashenko wins over 80% of vote - exit poll”. 《Interfax》. 2006년 3월 19일. 2007년 9월 27일에 원본 문서에서 보존된 문서.
9. ↑  “Gallup/Baltic Surveys announces impossibility of independent and reliable exit polls under present conditions in Belarus :: Charter'97 :: News :: 20/03/2006”. 《Charter97.org》. 2006년 3월 20일. 2007년 9월 30일에 원본 문서에서 보존된 문서.
10. ↑  “Opposition Accuses Lukashenko of Manipulating Belarus Vote” (영국 영어). Deutsche Welle. 2006년 3월 19일. 2022년 2월 26일에 확인함.
11. ↑  “Belarus protest enters fifth day, but Lukashenko stays firm”. Yahoo! News. 2006년 3월 23일.
12. ↑  “Александру Лукашенко стало тесно в Белоруссии”. 《Izvestia》 (러시아어). 2006년 3월 21일. 2007년 9월 30일에 원본 문서에서 보존된 문서.
13. ↑  “«Мы уйдем в подполье»” (러시아어). 2022년 2월 26일에 원본 문서에서 보존된 문서. 2022년 2월 26일에 확인함.
14. ↑  “Belarus breaks up opposition protests”. 로이터. 2006년 3월 24일.[깨진 링크(과거 내용 찾기)]
15. ↑  “Belarus Police Detain Many Protesters”. ABC News. 2006년 3월 25일.
16. ↑  “Лукашенко не любят одни хулиганы” (러시아어). 2022년 2월 26일에 원본 문서에서 보존된 문서. 2022년 2월 26일에 확인함.
17. ↑  “Archived copy”. 《mosnews.com》. 2006년 5월 12일에 원본 문서에서 보존된 문서.
18. ↑  Myers, Steven Lee; Chivers, C. J. (2006년 3월 20일). “Protesters Charge Fraud in Belarus Presidential Vote”. 《The New York Times》 (미국 영어). ISSN 0362-4331. 2022년 2월 26일에 확인함.
19. ↑  “Belarus poll rallies 'must go on'” (영국 영어). 2006년 3월 21일. 2022년 2월 26일에 확인함.
20. ↑  “Belarus Police Nab 200 at Election Protest”. Yahoo! News. 2006년 3월 23일.
21. ↑  Feathersmcgraw (2007년 9월 25일). “Citizen Feathers.: "The Square" by Yury Khashchavatski”. 2022년 2월 26일에 확인함.
22. ↑  “Presidential Election, Republic of Belarus” (PDF). Organization for Security and Co-operation in Europe. 2006년 3월 20일. 2014년 9월 4일에 원본 문서 (PDF)에서 보존된 문서. 2022년 2월 26일에 확인함.
23. ↑  “Klaus not to congratulate Lukashenko on re-election as president”. Prague Daily Monitor. 2006년 3월 23일. 2006년 6월 5일에 원본 문서에서 보존된 문서.
24. ↑  “Czech reporter beaten up at opposition demonstration in Minsk”. Czech News Agency. 2006년 3월 23일. 2006년 7월 12일에 원본 문서에서 보존된 문서.
25. ↑  “Czech journalist beaten in Minsk”. Pravda. 2006년 3월 21일. 2006년 6월 27일에 원본 문서에서 보존된 문서.
26. ↑  “EU sanctions as Belarus moves against protesters” (영어). 2006년 3월 24일. 2022년 2월 26일에 확인함.
27. ↑  Castle, Stephen (2006년 3월 25일). “Belarus 'dictator' banned from entering EU and US”. The Independent. London. 2007년 9월 27일에 원본 문서에서 보존된 문서.
28. ↑  “Putin congratulates Lukashenko on election victory” (영어). RIA Novosti. 2006년 3월 20일. 2022년 2월 26일에 확인함.
29. ↑  “Russian Foreign Ministry slams OSCE bias on Belarus poll” (영어). RIA Novosti. 2006년 3월 21일. 2022년 2월 26일에 확인함.
30. ↑  “Report: Russia accuses OSCE of instigating tensions in Belarus”. Kyiv Post. 2006년 3월 24일.
31. ↑  “"Оранжевые" технологии в Белоруссии применимы, но неэффективны” (러시아어). RIA Novosti. 2006년 3월 21일. 2022년 2월 26일에 확인함.
32. ↑  “Несанкционированную акцию в поддержку белорусской оппозиции попытались провести сегодня возле здания Российского МИДа в Москве активисты движения МЫ и Гражданского фронта.” (러시아어). Эхо Москвы. 2006년 3월 21일. 2022년 2월 26일에 확인함.